# Asia Argento
Asia Argento   (Roma, 20 de setembre de 1975) és una actriu, directora, guionista, model, discjòquei i cantant italiana.

## Biografia
Asia Argento és filla del director Dario Argento, mestre del thriller de terror italià, i de l'actriu Daria Nicolodi. Els seus pares desitjaven batejar-la Asia, però els serveis del registre civil, troben estrany aquest nom i ho rebutgen. La nena és, doncs, oficialment batejada Aria, nom acceptat per l'administració, però Asia roman el seu nom d'ús habitual, abans d'esdevenir el seu nom d'escena.

## Carrera
Havent crescut al mitjà del cinema, Asia Argento debuta molt jove: comença amb nou anys, en un telefilm de Sergio Citti. Amb onze anys, apareix igualment al film Dimonis 2, de Lamberto Bava.

Roda, entre d'altres, diversos films reconeguts per la crítica sota la direcció del seu pare, entre els quals Trauma (1993) o Le Syndrome de Stendhal (1997). 
| « | He treballat amb el meu pare perquè m'estima | » |

 indica en una entrevista. Abandona el domicili familiar als 17 anys, guanyant-se la seva vida com a actriu. l'any 1994, té un segon paper a La Reine Margot, al costat d'Isabelle Adjani i Daniel Auteuil.
Adquireix una notorietat primerament a Itàlia, abans que la seva carrera prengui un gir internacional els anys 2000 actuant a xXx al costat de Vin Diesel i a Transylvania de Tony Gatlif, presentat al Festival de Canes 2006.

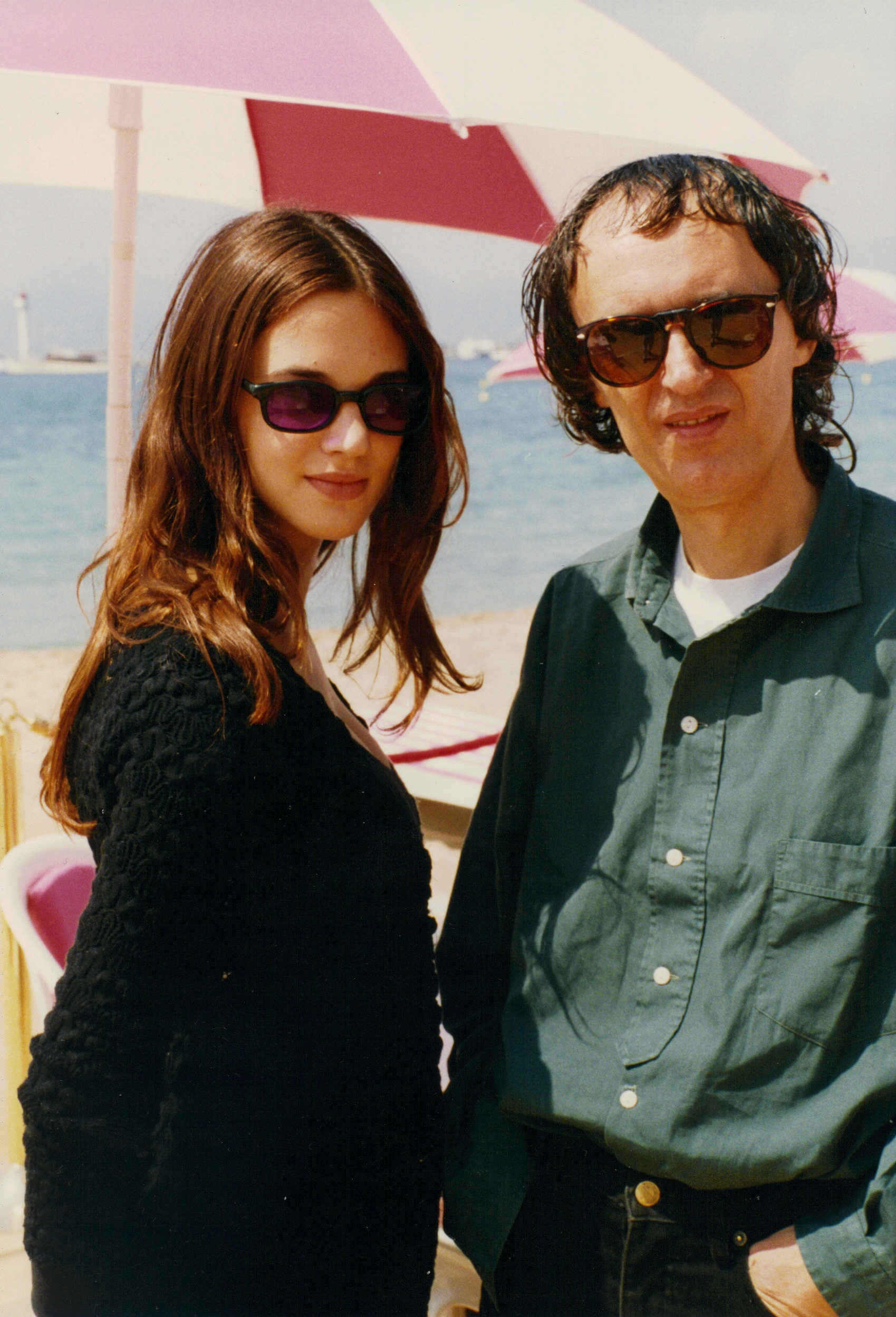
Asia Argento i el seu pare Dario Argento al Festival de Canes 1993.

Paral·lelament, realitza els seus propis films: Scarlet Diva el 2000, va retratar personal d'una estrella excèntrica, de la qual ha escrit el guió; El llibre de Jérémie, el 2004, l'adaptació d'una novel·la de JT LeRoy, on encarna el paper d'una mare prostituta al costat de Brian Warner, alias Marilyn Manson. El mateix any, actua a El Territori dels morts, de George A. Romero. L'any 2006, interpreta el paper de la comtessa del Barry en el film de Sofia Coppola, Maria Antonieta.

L'any 2007, actua en tres dels films de la selecció oficial del festival de Canes 2007. Hi torna l'any 2008, actriu al film De la guerra, de Bertrand Bonello, seleccionat a la Quinzena dels realitzadors, cineasta amb el qual ja havia rodat un curt dedicat a la fotògrafa Cindy Sherman (Cindy, The Doll Is Mine, 2005). Apareixent en roba lleugera, declara de manera provocadora 
| « | podria pujar les escales completament nua | » |

, però no ho he fet. El maig 2009, és a Canes de nou, membre del jurat d'aquest festival, sota la presidència d'Isabelle Huppert.
L'any 2012, torna darrere de la càmera per realitzar un curt per a la primera col·lecció de moda de l'estilista Ludovica Amati.

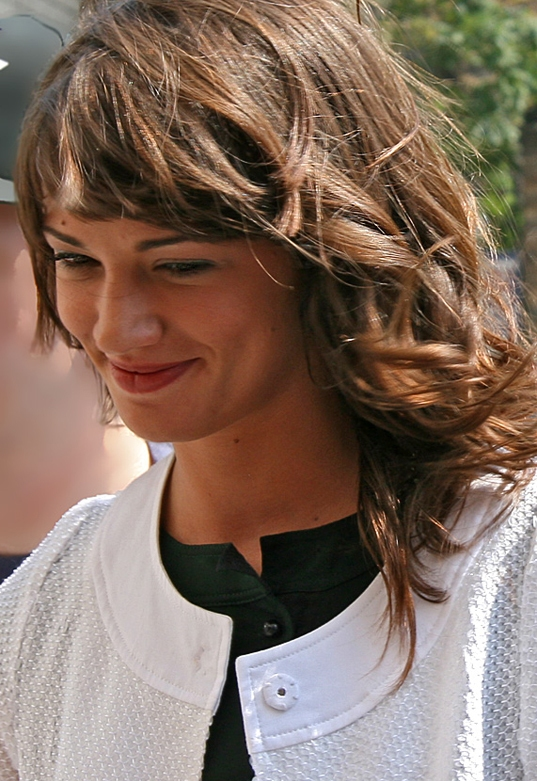
Asia Argento al Festival Internacional de Cinema de Toronto.

Ha treballat en les bandes musicals per compartir els seus gustos musicals. Ha aparegut en un clip de Placebo i de Munk. Ha realitzat un duo amb Paulo Furtado (alias The Legendary Tigerman) en la cançó Life Ain't Enough for You de l'àlbum Femina sortit l'any 2009. Ha produït el seu primer àlbum musical, Total Entropy, l'any 2013.
El febrer del 2016 participa en l'11a edició de la versió italiana de Ballando con le stelle. L'actor Pierre Cosso va formar part igualment dels candidats.
En juliol 2016 ha anunciat per primera vegada una peça de teatre titulada Rosalind Franklin: Il Segreto della Vita. Serà produïda entre març i abril de 2017 al Teatro Eliseo a Roma.
L'any 2019, en la 52a edició del Festival Internacional de Cinema Fantàstic de Sitges va rebre el Premi Mèliés, que atorga la Federació Europea de Festivals de Cinema Fantàstic.

## Filmografia

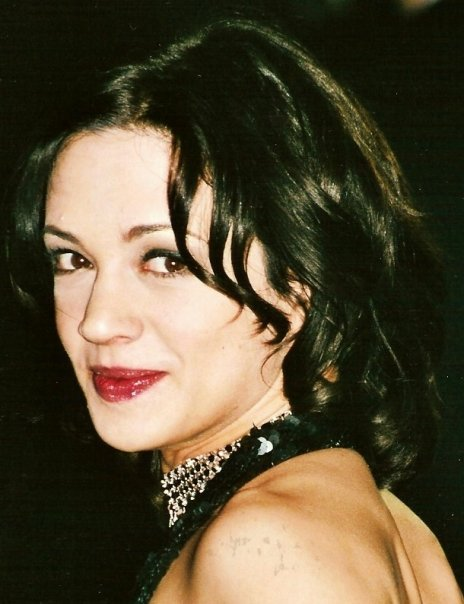
Asia Argento al Festival de Canes 2005.

### Actriu

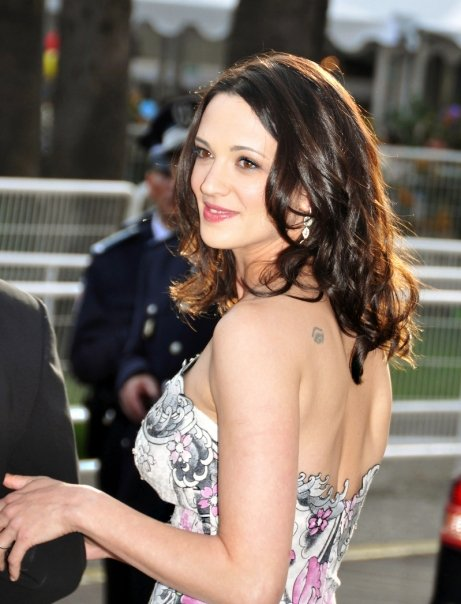
Asia Argento al Festival de Canes 2009.

- 1986: Demoni 2... L' incubo ritorna de Lamberto Bava: Ingrid Haller
- 1989: Zoo de Cristina Comencini: Martina
- 1989: La Chiesa de Michele Soavi: Lotte
- 1989: Palombella rossa de Nanni Moretti: Valentina
- 1992: Le Amiche del cuore de Michele Placido: Simona
- 1993: Condannato a nozze de Giuseppe Piccioni: Olivia
- 1993: Trauma de Dario Argento: Aura Petrescu
- 1994: DeGenerazione de Pier Giorgio Bellocchio i Asia Argento: Lorna
- 1994: Perdiamoci di vista de Carlo Verdone: Arianna
- 1994: La reina Margot de Patrice Chéreau: Charlotte de Salva
- 1995: Il Cielo è sempre più blu de Antonello Grimaldi: Cosí
- 1996: Compagna di viaggio de Peter Del Puja: Cora
- 1996: La Sindrome di Stendhal de Dario Argento: Det. Anna Manni
- 1998: Viola bacia tutti de Giovanni Veronesi: Viola
- 1998: New Rosa Hotel d'Abel Ferrara: Sandii
- 1998: B. Monkey de Michael Radford: Beatrice
- 1998: Il Fantasma dell'opera de Dario Argento: Christine Daaé
- 2000: Scarlet Diva d'Asia Argento: Anna Battista
- 2000: Les Misérables (sèrie de televisió): Éponine Thénardier
- 2001: L'Assenzio d'Asia Argento
- 2001: Els Morsures de l'aube d'Antoine de Caunes: Violaine Charlier
- 2002: La Sirène rouge d'Olivier Megaton: Anita
- 2002: xXx de Rob Cohen: Yelena
- 2002: El misteri de Ginostra (Ginostra) de Manuel Pradal: La religiosa
- 2004: The Keeper de Paul Lynch: Gina
- 2004: The Heart Is Deceitful Above All Things d'Asia Argento: Sarah
- 2005: Last Days de Gus Van Sant: Asia
- 2005: Land of the Dead de George A. Romero: Slack
- 2006: Live Freaky Die Freaky: Habagail Folger (Veu)
- 2006: Marie-Antoinette de Sofia Coppola: Comtessa del Barry
- 2006: Transylvania de Tony Gatlif: Zingarina
- 2007: Boarding Gate d'Olivier Assayas: Sandra
- 2007: Go Go Tales d'Abel Ferrara: Monroe
- 2007: Una vella mestra de Catherine Breillat: Vellini
- 2007: La Terza madre de Dario Argento: Sarah Mandy
- 2008: De la guerre de Bertrand Bonello: Uma
- 2009: Diamant 13 de Gilles Béhat: Calhoune
- 2011: Cavalli de Michele Rho: la mare
- 2011: Baciato dalla fortuna de Paolo Costella: Betty
- 2011: Gli sfiorati de Matteo Rovere: Beatrice Plana
- 2012: Isole de Stefano Chiantini: Martina
- 2012: Dracula 3D de Dario Argento: Lucy Westenra
- 2012: Do Not Disturb d'Yvan Attal: Monica
- 2013: Cadences obstinées de Fanny Ardant: Margo
- 2014: L'incomprise d'Asia Argento
- 2017: The Executrix de Michele Civetta i Joseph Schuman: Isidora

## Vida privada
Ha estat parella dels actors Michael Pitt, Vincent Gallo, Sergio Rubini i Jonathan Rhys-Meyers, fet que l'ha dut sovint a les pàgines de premsa groga.
El 2001 va néixer la seva filla Anna-Lou, a qui va posar el nom de la seva germanastra, que havia mort uns anys enrere en un accident de moto. La relació amb el cantant italià Marco Castoldi (àlies Morgan), pare de la criatura, va ser molt controvertida, i va acabar als jutjats lluitant per la custòdia de la menor.
L'any 2008 es va casar amb el director de cinema italià Michele Civetta i l'any següent va néixer el seu fill Nicola Giovanni. La parella va divorciar-se el 2012, i Asia va romandre a Roma amb els seus fills al barri de Vigna Clara.
El 25 de juliol de 2013, en una entrevista concedida a Metronews, va declarar ser bisexual.
El 2016 Argento va treballar i es va relacionar sentimentalment amb el xef estatunidenc Anthony Bourdain durant la producció de l'episodi de Roma de Parts Unknown. Bourdain va fer costat a Argento durant les seves denúncies contra Harvey Weinstein i després d'aquests esdeveniments. La relació de Bourdain amb Argento es considera un factor que va contribuir al seu suïcidi el 2018.
Argento es va traslladar a Alemanya el 2017 després de les experiències de culpabilització de la víctima rebudes a Itàlia després de les seves acusacions contra Harvey Weinstein.

### Acusacions d'abusos sexuals
Si bé Argento va ser una de les defensores i impulsores del moviment Me Too, l'agost del 2018 The New York Times va publicar que l'actor Jimmy Bennett l'havia acusat d'haver-ne abusat sexualment quan tenia 17 anys. El fet hauria passat a l'habitació d'un hotel de Califòrnia el 9 de maig del 2013, on el jove va tenir una reunió amb Argento. Això va ser desmentit per l'actriu, que va negar haver mantingut relacions sexuals amb Bennett. Posteriorment, va ser publicada una foto d'ells junts al llit. El setembre de 2018, ella va canviar la seva declaració per culpar Bennet d'haver abusat d'ella.